# Am Ende der Zeit
Am Ende der Zeit ist ein deutschsprachiger Schlager, der 1985 vom österreichischen Sänger Freddy Quinn veröffentlicht wurde.

## Liedtext
Freddy Quinn singt, dass „du dir die Träume nicht nehmen lassen“ und stattdessen mit „mir nach den Sternen greifen“ sollst. Würden die Sterne nicht erreicht, hieße es nicht, sie zu verlieren, sondern „neu probieren“. „Altagsgrau“ nehme „jeden Mut“. „Wir sehen die Wirklichkeit“, doch bliebe „immer etwas Zeit für Träume“. „Lass und das Leben verändern, neues gemeinsam beginnen“. Er wolle „Chancen in der Zukunft sehen“. „Am Ende der Zeit“ wolle er keinen Tag bereuen. Er wolle nicht bereuen, dass er es lernte, „Fehler zu verzeihen, fair zu sein, jedes Ende auch ein neuer Anfang war.“ „Am Ende der Zeit“ wolle er sich „lachend in die Augen sehn“ – „wir würden diesen Weg noch einmal gehn“.

## Veröffentlichung
1985 war das Lied auf dem Album Nicht eine Stunde tut mir leid.
Dieses erschien im Musiklabel Polydor unter der Nummer 827 454-1, wobei das phonographische Copyright bei der Deutschen Grammophon GmbH lag. Aufgenommen wurde das Album im Studio Hamburg und dem Musikstudio M1. Unter der Nummer Nummer 827 454-2 erschien das Album auf Compact Disc. Diese Version wurde durch PolyGram hergestellt und durch Esperanza veröffentlicht. Auf Kompaktkassette erschien es unter der Nummer 827 454-4.